# 75 Рака
75 Рака (лат. 75 Cancri) — спектрально-двойная звезда, которая находится в созвездии Рака. Главный компонент, 75 Рака А, — жёлтый субгигант класса G.

## Характеристики
Основным компонентом системы является жёлтый субгигант спектрального типа G5IV-V, его эффективная температура 5741 ± 40 К. Он вращается со скоростью до 6 км/с, точной оценки его массы нет, но предполагается, что она составляет от 0,9 до 1,2 солнечных. О втором компоненте мало известно, его предположительная масса, вероятно, на 29 % меньше, чем масса Солнца. Орбитальный период этой двойной системы составляет 19,412 дней, а орбита умеренно эксцентрична (ε = 0,20).
С точки зрения химического состава, 75 Рака имеет высокую металличность — относительное обилие элементов тяжелее гелия, и, вероятно, похожа на солнечную, с индексом значения для его металличности [Fe/H] между 0,08 и −0,09. Оценка уровня различных элементов, таких как кальций, ванадий, хром и никель, имеет ту же значения, что и железо. Примерный возраст этой системы находится между 5,9 и 6,723 млрд лет.